# Finali di pezzi senza pedoni
|   | a                                                                                                   | b                                                                                                   | c                                                                                                   | d                                                                                                   | e                                                                                                   | f                                                                                                   | g                                                                                                   | h                                                                                                   |   |
| 8 | d8 re del nero · f7 torre del bianco · d6 re del bianco · d5 alfiere del bianco · e2 torre del nero | d8 re del nero · f7 torre del bianco · d6 re del bianco · d5 alfiere del bianco · e2 torre del nero | d8 re del nero · f7 torre del bianco · d6 re del bianco · d5 alfiere del bianco · e2 torre del nero | d8 re del nero · f7 torre del bianco · d6 re del bianco · d5 alfiere del bianco · e2 torre del nero | d8 re del nero · f7 torre del bianco · d6 re del bianco · d5 alfiere del bianco · e2 torre del nero | d8 re del nero · f7 torre del bianco · d6 re del bianco · d5 alfiere del bianco · e2 torre del nero | d8 re del nero · f7 torre del bianco · d6 re del bianco · d5 alfiere del bianco · e2 torre del nero | d8 re del nero · f7 torre del bianco · d6 re del bianco · d5 alfiere del bianco · e2 torre del nero | 8 |
| 7 | d8 re del nero · f7 torre del bianco · d6 re del bianco · d5 alfiere del bianco · e2 torre del nero | d8 re del nero · f7 torre del bianco · d6 re del bianco · d5 alfiere del bianco · e2 torre del nero | d8 re del nero · f7 torre del bianco · d6 re del bianco · d5 alfiere del bianco · e2 torre del nero | d8 re del nero · f7 torre del bianco · d6 re del bianco · d5 alfiere del bianco · e2 torre del nero | d8 re del nero · f7 torre del bianco · d6 re del bianco · d5 alfiere del bianco · e2 torre del nero | d8 re del nero · f7 torre del bianco · d6 re del bianco · d5 alfiere del bianco · e2 torre del nero | d8 re del nero · f7 torre del bianco · d6 re del bianco · d5 alfiere del bianco · e2 torre del nero | d8 re del nero · f7 torre del bianco · d6 re del bianco · d5 alfiere del bianco · e2 torre del nero | 7 |
| 6 | d8 re del nero · f7 torre del bianco · d6 re del bianco · d5 alfiere del bianco · e2 torre del nero | d8 re del nero · f7 torre del bianco · d6 re del bianco · d5 alfiere del bianco · e2 torre del nero | d8 re del nero · f7 torre del bianco · d6 re del bianco · d5 alfiere del bianco · e2 torre del nero | d8 re del nero · f7 torre del bianco · d6 re del bianco · d5 alfiere del bianco · e2 torre del nero | d8 re del nero · f7 torre del bianco · d6 re del bianco · d5 alfiere del bianco · e2 torre del nero | d8 re del nero · f7 torre del bianco · d6 re del bianco · d5 alfiere del bianco · e2 torre del nero | d8 re del nero · f7 torre del bianco · d6 re del bianco · d5 alfiere del bianco · e2 torre del nero | d8 re del nero · f7 torre del bianco · d6 re del bianco · d5 alfiere del bianco · e2 torre del nero | 6 |
| 5 | d8 re del nero · f7 torre del bianco · d6 re del bianco · d5 alfiere del bianco · e2 torre del nero | d8 re del nero · f7 torre del bianco · d6 re del bianco · d5 alfiere del bianco · e2 torre del nero | d8 re del nero · f7 torre del bianco · d6 re del bianco · d5 alfiere del bianco · e2 torre del nero | d8 re del nero · f7 torre del bianco · d6 re del bianco · d5 alfiere del bianco · e2 torre del nero | d8 re del nero · f7 torre del bianco · d6 re del bianco · d5 alfiere del bianco · e2 torre del nero | d8 re del nero · f7 torre del bianco · d6 re del bianco · d5 alfiere del bianco · e2 torre del nero | d8 re del nero · f7 torre del bianco · d6 re del bianco · d5 alfiere del bianco · e2 torre del nero | d8 re del nero · f7 torre del bianco · d6 re del bianco · d5 alfiere del bianco · e2 torre del nero | 5 |
| 4 | d8 re del nero · f7 torre del bianco · d6 re del bianco · d5 alfiere del bianco · e2 torre del nero | d8 re del nero · f7 torre del bianco · d6 re del bianco · d5 alfiere del bianco · e2 torre del nero | d8 re del nero · f7 torre del bianco · d6 re del bianco · d5 alfiere del bianco · e2 torre del nero | d8 re del nero · f7 torre del bianco · d6 re del bianco · d5 alfiere del bianco · e2 torre del nero | d8 re del nero · f7 torre del bianco · d6 re del bianco · d5 alfiere del bianco · e2 torre del nero | d8 re del nero · f7 torre del bianco · d6 re del bianco · d5 alfiere del bianco · e2 torre del nero | d8 re del nero · f7 torre del bianco · d6 re del bianco · d5 alfiere del bianco · e2 torre del nero | d8 re del nero · f7 torre del bianco · d6 re del bianco · d5 alfiere del bianco · e2 torre del nero | 4 |
| 3 | d8 re del nero · f7 torre del bianco · d6 re del bianco · d5 alfiere del bianco · e2 torre del nero | d8 re del nero · f7 torre del bianco · d6 re del bianco · d5 alfiere del bianco · e2 torre del nero | d8 re del nero · f7 torre del bianco · d6 re del bianco · d5 alfiere del bianco · e2 torre del nero | d8 re del nero · f7 torre del bianco · d6 re del bianco · d5 alfiere del bianco · e2 torre del nero | d8 re del nero · f7 torre del bianco · d6 re del bianco · d5 alfiere del bianco · e2 torre del nero | d8 re del nero · f7 torre del bianco · d6 re del bianco · d5 alfiere del bianco · e2 torre del nero | d8 re del nero · f7 torre del bianco · d6 re del bianco · d5 alfiere del bianco · e2 torre del nero | d8 re del nero · f7 torre del bianco · d6 re del bianco · d5 alfiere del bianco · e2 torre del nero | 3 |
| 2 | d8 re del nero · f7 torre del bianco · d6 re del bianco · d5 alfiere del bianco · e2 torre del nero | d8 re del nero · f7 torre del bianco · d6 re del bianco · d5 alfiere del bianco · e2 torre del nero | d8 re del nero · f7 torre del bianco · d6 re del bianco · d5 alfiere del bianco · e2 torre del nero | d8 re del nero · f7 torre del bianco · d6 re del bianco · d5 alfiere del bianco · e2 torre del nero | d8 re del nero · f7 torre del bianco · d6 re del bianco · d5 alfiere del bianco · e2 torre del nero | d8 re del nero · f7 torre del bianco · d6 re del bianco · d5 alfiere del bianco · e2 torre del nero | d8 re del nero · f7 torre del bianco · d6 re del bianco · d5 alfiere del bianco · e2 torre del nero | d8 re del nero · f7 torre del bianco · d6 re del bianco · d5 alfiere del bianco · e2 torre del nero | 2 |
| 1 | d8 re del nero · f7 torre del bianco · d6 re del bianco · d5 alfiere del bianco · e2 torre del nero | d8 re del nero · f7 torre del bianco · d6 re del bianco · d5 alfiere del bianco · e2 torre del nero | d8 re del nero · f7 torre del bianco · d6 re del bianco · d5 alfiere del bianco · e2 torre del nero | d8 re del nero · f7 torre del bianco · d6 re del bianco · d5 alfiere del bianco · e2 torre del nero | d8 re del nero · f7 torre del bianco · d6 re del bianco · d5 alfiere del bianco · e2 torre del nero | d8 re del nero · f7 torre del bianco · d6 re del bianco · d5 alfiere del bianco · e2 torre del nero | d8 re del nero · f7 torre del bianco · d6 re del bianco · d5 alfiere del bianco · e2 torre del nero | d8 re del nero · f7 torre del bianco · d6 re del bianco · d5 alfiere del bianco · e2 torre del nero | 1 |
|   | a                                                                                                   | b                                                                                                   | c                                                                                                   | d                                                                                                   | e                                                                                                   | f                                                                                                   | g                                                                                                   | h                                                                                                   |   |

I finali di pezzi senza pedoni sono i finali degli scacchi in cui non sono presenti pedoni. Una delle loro caratteristiche è l'assenza del tema specifico della promozione.
È difficile classificarli in modo standard o raggrupparli in base ad elementi comuni, dato che il numero di pezzi in gioco e, di conseguenza, le possibilità di attacco e difesa creano un numero elevatissimo di posizioni diverse. È possibile, comunque, fare una prima distinzione tra finali con piccole differenze di materiale e finali con notevoli differenze di materiale; i primi finiscono generalmente in parità, gli altri presentano metodi di vittoria molto diversi tra loro.

## Finali con materiali pari
Si tratta di finali in cui il risultato è quasi sempre la patta, in quanto nessuno dei due giocatori può avere un vantaggio di spazio o di tempo significativo.

### Re e donna contro re e donna
|   | a                                                                           | b                                                                           | c                                                                           | d                                                                           | e                                                                           | f                                                                           | g                                                                           | h                                                                           |   |
| 8 | a8 donna del nero · c6 re del nero · e6 re del bianco · d1 donna del bianco | a8 donna del nero · c6 re del nero · e6 re del bianco · d1 donna del bianco | a8 donna del nero · c6 re del nero · e6 re del bianco · d1 donna del bianco | a8 donna del nero · c6 re del nero · e6 re del bianco · d1 donna del bianco | a8 donna del nero · c6 re del nero · e6 re del bianco · d1 donna del bianco | a8 donna del nero · c6 re del nero · e6 re del bianco · d1 donna del bianco | a8 donna del nero · c6 re del nero · e6 re del bianco · d1 donna del bianco | a8 donna del nero · c6 re del nero · e6 re del bianco · d1 donna del bianco | 8 |
| 7 | a8 donna del nero · c6 re del nero · e6 re del bianco · d1 donna del bianco | a8 donna del nero · c6 re del nero · e6 re del bianco · d1 donna del bianco | a8 donna del nero · c6 re del nero · e6 re del bianco · d1 donna del bianco | a8 donna del nero · c6 re del nero · e6 re del bianco · d1 donna del bianco | a8 donna del nero · c6 re del nero · e6 re del bianco · d1 donna del bianco | a8 donna del nero · c6 re del nero · e6 re del bianco · d1 donna del bianco | a8 donna del nero · c6 re del nero · e6 re del bianco · d1 donna del bianco | a8 donna del nero · c6 re del nero · e6 re del bianco · d1 donna del bianco | 7 |
| 6 | a8 donna del nero · c6 re del nero · e6 re del bianco · d1 donna del bianco | a8 donna del nero · c6 re del nero · e6 re del bianco · d1 donna del bianco | a8 donna del nero · c6 re del nero · e6 re del bianco · d1 donna del bianco | a8 donna del nero · c6 re del nero · e6 re del bianco · d1 donna del bianco | a8 donna del nero · c6 re del nero · e6 re del bianco · d1 donna del bianco | a8 donna del nero · c6 re del nero · e6 re del bianco · d1 donna del bianco | a8 donna del nero · c6 re del nero · e6 re del bianco · d1 donna del bianco | a8 donna del nero · c6 re del nero · e6 re del bianco · d1 donna del bianco | 6 |
| 5 | a8 donna del nero · c6 re del nero · e6 re del bianco · d1 donna del bianco | a8 donna del nero · c6 re del nero · e6 re del bianco · d1 donna del bianco | a8 donna del nero · c6 re del nero · e6 re del bianco · d1 donna del bianco | a8 donna del nero · c6 re del nero · e6 re del bianco · d1 donna del bianco | a8 donna del nero · c6 re del nero · e6 re del bianco · d1 donna del bianco | a8 donna del nero · c6 re del nero · e6 re del bianco · d1 donna del bianco | a8 donna del nero · c6 re del nero · e6 re del bianco · d1 donna del bianco | a8 donna del nero · c6 re del nero · e6 re del bianco · d1 donna del bianco | 5 |
| 4 | a8 donna del nero · c6 re del nero · e6 re del bianco · d1 donna del bianco | a8 donna del nero · c6 re del nero · e6 re del bianco · d1 donna del bianco | a8 donna del nero · c6 re del nero · e6 re del bianco · d1 donna del bianco | a8 donna del nero · c6 re del nero · e6 re del bianco · d1 donna del bianco | a8 donna del nero · c6 re del nero · e6 re del bianco · d1 donna del bianco | a8 donna del nero · c6 re del nero · e6 re del bianco · d1 donna del bianco | a8 donna del nero · c6 re del nero · e6 re del bianco · d1 donna del bianco | a8 donna del nero · c6 re del nero · e6 re del bianco · d1 donna del bianco | 4 |
| 3 | a8 donna del nero · c6 re del nero · e6 re del bianco · d1 donna del bianco | a8 donna del nero · c6 re del nero · e6 re del bianco · d1 donna del bianco | a8 donna del nero · c6 re del nero · e6 re del bianco · d1 donna del bianco | a8 donna del nero · c6 re del nero · e6 re del bianco · d1 donna del bianco | a8 donna del nero · c6 re del nero · e6 re del bianco · d1 donna del bianco | a8 donna del nero · c6 re del nero · e6 re del bianco · d1 donna del bianco | a8 donna del nero · c6 re del nero · e6 re del bianco · d1 donna del bianco | a8 donna del nero · c6 re del nero · e6 re del bianco · d1 donna del bianco | 3 |
| 2 | a8 donna del nero · c6 re del nero · e6 re del bianco · d1 donna del bianco | a8 donna del nero · c6 re del nero · e6 re del bianco · d1 donna del bianco | a8 donna del nero · c6 re del nero · e6 re del bianco · d1 donna del bianco | a8 donna del nero · c6 re del nero · e6 re del bianco · d1 donna del bianco | a8 donna del nero · c6 re del nero · e6 re del bianco · d1 donna del bianco | a8 donna del nero · c6 re del nero · e6 re del bianco · d1 donna del bianco | a8 donna del nero · c6 re del nero · e6 re del bianco · d1 donna del bianco | a8 donna del nero · c6 re del nero · e6 re del bianco · d1 donna del bianco | 2 |
| 1 | a8 donna del nero · c6 re del nero · e6 re del bianco · d1 donna del bianco | a8 donna del nero · c6 re del nero · e6 re del bianco · d1 donna del bianco | a8 donna del nero · c6 re del nero · e6 re del bianco · d1 donna del bianco | a8 donna del nero · c6 re del nero · e6 re del bianco · d1 donna del bianco | a8 donna del nero · c6 re del nero · e6 re del bianco · d1 donna del bianco | a8 donna del nero · c6 re del nero · e6 re del bianco · d1 donna del bianco | a8 donna del nero · c6 re del nero · e6 re del bianco · d1 donna del bianco | a8 donna del nero · c6 re del nero · e6 re del bianco · d1 donna del bianco | 1 |
|   | a                                                                           | b                                                                           | c                                                                           | d                                                                           | e                                                                           | f                                                                           | g                                                                           | h                                                                           |   |

Questo finale è quasi sempre patto, tranne casi eccezionali, in cui uno dei due re si trova in una rete di matto o può subire uno scacco che porta alla cattura della propria donna.
Un finale di questo tipo si può verificare nel caso in cui entrambi i giocatori abbiano appena promosso un proprio pedone; quando questo accade, il primo a promuovere può tentare subito a catturare la donna avversaria tramite continui scacchi. Si tratta comunque di casi sporadici.

### Re e torre contro re e torre
Anche questo finale è sempre pari, ad eccezione di casi in cui una delle torri può essere catturato in infilata dall'altra.
Questo finale può derivare da finali in cui una delle due parti aveva un pedone, ma questo è stato successivamente catturato. La minaccia di prendere d'infilata la torre avversaria può, in alcuni casi, essere una protezione sufficiente per il pedone.

### Re e pezzo minore contro re e pezzo minore
In questi finali, se entrambi i colori giocano correttamente, il risultato è sempre una patta.
Posizioni di matto teoriche sono possibili nel caso del finale di re e alfiere contro re e alfiere, nel caso i due pezzi minori si muovano su case dello stesso colore, oppure con la presenza di due cavalli. Queste posizioni si basano sulla possibilità che un pezzo impedisca al proprio re l'accesso ad una casa dove potrebbe rifugiarsi in caso di scacco.

## Finali con piccole differenze di materiale

### Re e donna contro re e due torri
|   | a                                                                                               | b                                                                                               | c                                                                                               | d                                                                                               | e                                                                                               | f                                                                                               | g                                                                                               | h                                                                                               |   |
| 8 | a8 torre del nero · b8 torre del nero · c7 donna del bianco · g6 re del nero · g4 re del bianco | a8 torre del nero · b8 torre del nero · c7 donna del bianco · g6 re del nero · g4 re del bianco | a8 torre del nero · b8 torre del nero · c7 donna del bianco · g6 re del nero · g4 re del bianco | a8 torre del nero · b8 torre del nero · c7 donna del bianco · g6 re del nero · g4 re del bianco | a8 torre del nero · b8 torre del nero · c7 donna del bianco · g6 re del nero · g4 re del bianco | a8 torre del nero · b8 torre del nero · c7 donna del bianco · g6 re del nero · g4 re del bianco | a8 torre del nero · b8 torre del nero · c7 donna del bianco · g6 re del nero · g4 re del bianco | a8 torre del nero · b8 torre del nero · c7 donna del bianco · g6 re del nero · g4 re del bianco | 8 |
| 7 | a8 torre del nero · b8 torre del nero · c7 donna del bianco · g6 re del nero · g4 re del bianco | a8 torre del nero · b8 torre del nero · c7 donna del bianco · g6 re del nero · g4 re del bianco | a8 torre del nero · b8 torre del nero · c7 donna del bianco · g6 re del nero · g4 re del bianco | a8 torre del nero · b8 torre del nero · c7 donna del bianco · g6 re del nero · g4 re del bianco | a8 torre del nero · b8 torre del nero · c7 donna del bianco · g6 re del nero · g4 re del bianco | a8 torre del nero · b8 torre del nero · c7 donna del bianco · g6 re del nero · g4 re del bianco | a8 torre del nero · b8 torre del nero · c7 donna del bianco · g6 re del nero · g4 re del bianco | a8 torre del nero · b8 torre del nero · c7 donna del bianco · g6 re del nero · g4 re del bianco | 7 |
| 6 | a8 torre del nero · b8 torre del nero · c7 donna del bianco · g6 re del nero · g4 re del bianco | a8 torre del nero · b8 torre del nero · c7 donna del bianco · g6 re del nero · g4 re del bianco | a8 torre del nero · b8 torre del nero · c7 donna del bianco · g6 re del nero · g4 re del bianco | a8 torre del nero · b8 torre del nero · c7 donna del bianco · g6 re del nero · g4 re del bianco | a8 torre del nero · b8 torre del nero · c7 donna del bianco · g6 re del nero · g4 re del bianco | a8 torre del nero · b8 torre del nero · c7 donna del bianco · g6 re del nero · g4 re del bianco | a8 torre del nero · b8 torre del nero · c7 donna del bianco · g6 re del nero · g4 re del bianco | a8 torre del nero · b8 torre del nero · c7 donna del bianco · g6 re del nero · g4 re del bianco | 6 |
| 5 | a8 torre del nero · b8 torre del nero · c7 donna del bianco · g6 re del nero · g4 re del bianco | a8 torre del nero · b8 torre del nero · c7 donna del bianco · g6 re del nero · g4 re del bianco | a8 torre del nero · b8 torre del nero · c7 donna del bianco · g6 re del nero · g4 re del bianco | a8 torre del nero · b8 torre del nero · c7 donna del bianco · g6 re del nero · g4 re del bianco | a8 torre del nero · b8 torre del nero · c7 donna del bianco · g6 re del nero · g4 re del bianco | a8 torre del nero · b8 torre del nero · c7 donna del bianco · g6 re del nero · g4 re del bianco | a8 torre del nero · b8 torre del nero · c7 donna del bianco · g6 re del nero · g4 re del bianco | a8 torre del nero · b8 torre del nero · c7 donna del bianco · g6 re del nero · g4 re del bianco | 5 |
| 4 | a8 torre del nero · b8 torre del nero · c7 donna del bianco · g6 re del nero · g4 re del bianco | a8 torre del nero · b8 torre del nero · c7 donna del bianco · g6 re del nero · g4 re del bianco | a8 torre del nero · b8 torre del nero · c7 donna del bianco · g6 re del nero · g4 re del bianco | a8 torre del nero · b8 torre del nero · c7 donna del bianco · g6 re del nero · g4 re del bianco | a8 torre del nero · b8 torre del nero · c7 donna del bianco · g6 re del nero · g4 re del bianco | a8 torre del nero · b8 torre del nero · c7 donna del bianco · g6 re del nero · g4 re del bianco | a8 torre del nero · b8 torre del nero · c7 donna del bianco · g6 re del nero · g4 re del bianco | a8 torre del nero · b8 torre del nero · c7 donna del bianco · g6 re del nero · g4 re del bianco | 4 |
| 3 | a8 torre del nero · b8 torre del nero · c7 donna del bianco · g6 re del nero · g4 re del bianco | a8 torre del nero · b8 torre del nero · c7 donna del bianco · g6 re del nero · g4 re del bianco | a8 torre del nero · b8 torre del nero · c7 donna del bianco · g6 re del nero · g4 re del bianco | a8 torre del nero · b8 torre del nero · c7 donna del bianco · g6 re del nero · g4 re del bianco | a8 torre del nero · b8 torre del nero · c7 donna del bianco · g6 re del nero · g4 re del bianco | a8 torre del nero · b8 torre del nero · c7 donna del bianco · g6 re del nero · g4 re del bianco | a8 torre del nero · b8 torre del nero · c7 donna del bianco · g6 re del nero · g4 re del bianco | a8 torre del nero · b8 torre del nero · c7 donna del bianco · g6 re del nero · g4 re del bianco | 3 |
| 2 | a8 torre del nero · b8 torre del nero · c7 donna del bianco · g6 re del nero · g4 re del bianco | a8 torre del nero · b8 torre del nero · c7 donna del bianco · g6 re del nero · g4 re del bianco | a8 torre del nero · b8 torre del nero · c7 donna del bianco · g6 re del nero · g4 re del bianco | a8 torre del nero · b8 torre del nero · c7 donna del bianco · g6 re del nero · g4 re del bianco | a8 torre del nero · b8 torre del nero · c7 donna del bianco · g6 re del nero · g4 re del bianco | a8 torre del nero · b8 torre del nero · c7 donna del bianco · g6 re del nero · g4 re del bianco | a8 torre del nero · b8 torre del nero · c7 donna del bianco · g6 re del nero · g4 re del bianco | a8 torre del nero · b8 torre del nero · c7 donna del bianco · g6 re del nero · g4 re del bianco | 2 |
| 1 | a8 torre del nero · b8 torre del nero · c7 donna del bianco · g6 re del nero · g4 re del bianco | a8 torre del nero · b8 torre del nero · c7 donna del bianco · g6 re del nero · g4 re del bianco | a8 torre del nero · b8 torre del nero · c7 donna del bianco · g6 re del nero · g4 re del bianco | a8 torre del nero · b8 torre del nero · c7 donna del bianco · g6 re del nero · g4 re del bianco | a8 torre del nero · b8 torre del nero · c7 donna del bianco · g6 re del nero · g4 re del bianco | a8 torre del nero · b8 torre del nero · c7 donna del bianco · g6 re del nero · g4 re del bianco | a8 torre del nero · b8 torre del nero · c7 donna del bianco · g6 re del nero · g4 re del bianco | a8 torre del nero · b8 torre del nero · c7 donna del bianco · g6 re del nero · g4 re del bianco | 1 |
|   | a                                                                                               | b                                                                                               | c                                                                                               | d                                                                                               | e                                                                                               | f                                                                                               | g                                                                                               | h                                                                                               |   |

Questo finale può avere qualunque esito: può infatti vincere sia il conducente delle torri che il giocatore che muove la donna. In linea di massima, si tende a valutare una donna leggermente inferiore a due torri, in quanto i due pezzi hanno la possibilità di coordinarsi bene sia in fase offensiva che difensiva, ma in campo aperto è difficile che il re riesca a trovare un riparo dai numerosi scacchi che la donna può infliggergli.
Se le due torri si trovano separate ed impossibilitate a difendersi reciprocamente, la donna può tentare di catturarne una, attaccandola e dando contemporaneamente scacco, arrivando ad un finale di re e donna contro re e torre, quasi sempre vinto. In situazioni molto particolari, con il re avversario confinato sul bordo o in un angolo ed il proprio in posizione ideale, è possibile anche dare scacco matto direttamente. La donna può anche tentare, se la posizione è sfavorevole, di ottenere la patta per scacco perpetuo.
Il conducente delle torri, invece, ha sicuramente una maggiore flessibilità di gioco, in quanto può tentare di minacciare allo stesso tempo lo scacco matto e la donna, oppure di catturare la donna dopo uno scacco. Quando le torri si trovano lontane dal re avversario, è possibile tentare una scaletta, cioè una serie di scacchi, a torri alterne, che conducano allo scacco matto oppure ad una decisiva cattura della donna, come nel diagramma a lato.

### Re e torre contro re e pezzo minore
|   | a                                                                             | b                                                                             | c                                                                             | d                                                                             | e                                                                             | f                                                                             | g                                                                             | h                                                                             |   |
| 8 | a8 re del nero · a6 re del bianco · g6 torre del bianco · e5 alfiere del nero | a8 re del nero · a6 re del bianco · g6 torre del bianco · e5 alfiere del nero | a8 re del nero · a6 re del bianco · g6 torre del bianco · e5 alfiere del nero | a8 re del nero · a6 re del bianco · g6 torre del bianco · e5 alfiere del nero | a8 re del nero · a6 re del bianco · g6 torre del bianco · e5 alfiere del nero | a8 re del nero · a6 re del bianco · g6 torre del bianco · e5 alfiere del nero | a8 re del nero · a6 re del bianco · g6 torre del bianco · e5 alfiere del nero | a8 re del nero · a6 re del bianco · g6 torre del bianco · e5 alfiere del nero | 8 |
| 7 | a8 re del nero · a6 re del bianco · g6 torre del bianco · e5 alfiere del nero | a8 re del nero · a6 re del bianco · g6 torre del bianco · e5 alfiere del nero | a8 re del nero · a6 re del bianco · g6 torre del bianco · e5 alfiere del nero | a8 re del nero · a6 re del bianco · g6 torre del bianco · e5 alfiere del nero | a8 re del nero · a6 re del bianco · g6 torre del bianco · e5 alfiere del nero | a8 re del nero · a6 re del bianco · g6 torre del bianco · e5 alfiere del nero | a8 re del nero · a6 re del bianco · g6 torre del bianco · e5 alfiere del nero | a8 re del nero · a6 re del bianco · g6 torre del bianco · e5 alfiere del nero | 7 |
| 6 | a8 re del nero · a6 re del bianco · g6 torre del bianco · e5 alfiere del nero | a8 re del nero · a6 re del bianco · g6 torre del bianco · e5 alfiere del nero | a8 re del nero · a6 re del bianco · g6 torre del bianco · e5 alfiere del nero | a8 re del nero · a6 re del bianco · g6 torre del bianco · e5 alfiere del nero | a8 re del nero · a6 re del bianco · g6 torre del bianco · e5 alfiere del nero | a8 re del nero · a6 re del bianco · g6 torre del bianco · e5 alfiere del nero | a8 re del nero · a6 re del bianco · g6 torre del bianco · e5 alfiere del nero | a8 re del nero · a6 re del bianco · g6 torre del bianco · e5 alfiere del nero | 6 |
| 5 | a8 re del nero · a6 re del bianco · g6 torre del bianco · e5 alfiere del nero | a8 re del nero · a6 re del bianco · g6 torre del bianco · e5 alfiere del nero | a8 re del nero · a6 re del bianco · g6 torre del bianco · e5 alfiere del nero | a8 re del nero · a6 re del bianco · g6 torre del bianco · e5 alfiere del nero | a8 re del nero · a6 re del bianco · g6 torre del bianco · e5 alfiere del nero | a8 re del nero · a6 re del bianco · g6 torre del bianco · e5 alfiere del nero | a8 re del nero · a6 re del bianco · g6 torre del bianco · e5 alfiere del nero | a8 re del nero · a6 re del bianco · g6 torre del bianco · e5 alfiere del nero | 5 |
| 4 | a8 re del nero · a6 re del bianco · g6 torre del bianco · e5 alfiere del nero | a8 re del nero · a6 re del bianco · g6 torre del bianco · e5 alfiere del nero | a8 re del nero · a6 re del bianco · g6 torre del bianco · e5 alfiere del nero | a8 re del nero · a6 re del bianco · g6 torre del bianco · e5 alfiere del nero | a8 re del nero · a6 re del bianco · g6 torre del bianco · e5 alfiere del nero | a8 re del nero · a6 re del bianco · g6 torre del bianco · e5 alfiere del nero | a8 re del nero · a6 re del bianco · g6 torre del bianco · e5 alfiere del nero | a8 re del nero · a6 re del bianco · g6 torre del bianco · e5 alfiere del nero | 4 |
| 3 | a8 re del nero · a6 re del bianco · g6 torre del bianco · e5 alfiere del nero | a8 re del nero · a6 re del bianco · g6 torre del bianco · e5 alfiere del nero | a8 re del nero · a6 re del bianco · g6 torre del bianco · e5 alfiere del nero | a8 re del nero · a6 re del bianco · g6 torre del bianco · e5 alfiere del nero | a8 re del nero · a6 re del bianco · g6 torre del bianco · e5 alfiere del nero | a8 re del nero · a6 re del bianco · g6 torre del bianco · e5 alfiere del nero | a8 re del nero · a6 re del bianco · g6 torre del bianco · e5 alfiere del nero | a8 re del nero · a6 re del bianco · g6 torre del bianco · e5 alfiere del nero | 3 |
| 2 | a8 re del nero · a6 re del bianco · g6 torre del bianco · e5 alfiere del nero | a8 re del nero · a6 re del bianco · g6 torre del bianco · e5 alfiere del nero | a8 re del nero · a6 re del bianco · g6 torre del bianco · e5 alfiere del nero | a8 re del nero · a6 re del bianco · g6 torre del bianco · e5 alfiere del nero | a8 re del nero · a6 re del bianco · g6 torre del bianco · e5 alfiere del nero | a8 re del nero · a6 re del bianco · g6 torre del bianco · e5 alfiere del nero | a8 re del nero · a6 re del bianco · g6 torre del bianco · e5 alfiere del nero | a8 re del nero · a6 re del bianco · g6 torre del bianco · e5 alfiere del nero | 2 |
| 1 | a8 re del nero · a6 re del bianco · g6 torre del bianco · e5 alfiere del nero | a8 re del nero · a6 re del bianco · g6 torre del bianco · e5 alfiere del nero | a8 re del nero · a6 re del bianco · g6 torre del bianco · e5 alfiere del nero | a8 re del nero · a6 re del bianco · g6 torre del bianco · e5 alfiere del nero | a8 re del nero · a6 re del bianco · g6 torre del bianco · e5 alfiere del nero | a8 re del nero · a6 re del bianco · g6 torre del bianco · e5 alfiere del nero | a8 re del nero · a6 re del bianco · g6 torre del bianco · e5 alfiere del nero | a8 re del nero · a6 re del bianco · g6 torre del bianco · e5 alfiere del nero | 1 |
|   | a                                                                             | b                                                                             | c                                                                             | d                                                                             | e                                                                             | f                                                                             | g                                                                             | h                                                                             |   |

Sia i finali di re e torre contro re e alfiere che re e torre contro re e cavallo sono quasi sempre patti, fatta eccezione per alcune posizioni rare ed inconsuete.
Nel caso dell'alfiere, una possibile eccezione è il caso in cui il re in difesa è bloccato sull'ultima traversa, nell'angolo dello stesso colore delle case su cui si muove l'alfiere. Nel caso infatti che il re sia nell'altro angolo, è possibile per l'alfiere bloccare lo scacco, costringendo il conducente della torre a scegliere tra lo stallo e la ripetizione di mosse.
Nel caso del finale con il cavallo, se questo è separato dal proprio re, può in alcuni casi essere intrappolato e catturato.

## Finali con notevoli differenze di materiali

### Re e donna contro re e torre
|   | a                                                                           | b                                                                           | c                                                                           | d                                                                           | e                                                                           | f                                                                           | g                                                                           | h                                                                           |   |
| 8 | b8 re del nero · b7 torre del nero · c6 re del bianco · a5 donna del bianco | b8 re del nero · b7 torre del nero · c6 re del bianco · a5 donna del bianco | b8 re del nero · b7 torre del nero · c6 re del bianco · a5 donna del bianco | b8 re del nero · b7 torre del nero · c6 re del bianco · a5 donna del bianco | b8 re del nero · b7 torre del nero · c6 re del bianco · a5 donna del bianco | b8 re del nero · b7 torre del nero · c6 re del bianco · a5 donna del bianco | b8 re del nero · b7 torre del nero · c6 re del bianco · a5 donna del bianco | b8 re del nero · b7 torre del nero · c6 re del bianco · a5 donna del bianco | 8 |
| 7 | b8 re del nero · b7 torre del nero · c6 re del bianco · a5 donna del bianco | b8 re del nero · b7 torre del nero · c6 re del bianco · a5 donna del bianco | b8 re del nero · b7 torre del nero · c6 re del bianco · a5 donna del bianco | b8 re del nero · b7 torre del nero · c6 re del bianco · a5 donna del bianco | b8 re del nero · b7 torre del nero · c6 re del bianco · a5 donna del bianco | b8 re del nero · b7 torre del nero · c6 re del bianco · a5 donna del bianco | b8 re del nero · b7 torre del nero · c6 re del bianco · a5 donna del bianco | b8 re del nero · b7 torre del nero · c6 re del bianco · a5 donna del bianco | 7 |
| 6 | b8 re del nero · b7 torre del nero · c6 re del bianco · a5 donna del bianco | b8 re del nero · b7 torre del nero · c6 re del bianco · a5 donna del bianco | b8 re del nero · b7 torre del nero · c6 re del bianco · a5 donna del bianco | b8 re del nero · b7 torre del nero · c6 re del bianco · a5 donna del bianco | b8 re del nero · b7 torre del nero · c6 re del bianco · a5 donna del bianco | b8 re del nero · b7 torre del nero · c6 re del bianco · a5 donna del bianco | b8 re del nero · b7 torre del nero · c6 re del bianco · a5 donna del bianco | b8 re del nero · b7 torre del nero · c6 re del bianco · a5 donna del bianco | 6 |
| 5 | b8 re del nero · b7 torre del nero · c6 re del bianco · a5 donna del bianco | b8 re del nero · b7 torre del nero · c6 re del bianco · a5 donna del bianco | b8 re del nero · b7 torre del nero · c6 re del bianco · a5 donna del bianco | b8 re del nero · b7 torre del nero · c6 re del bianco · a5 donna del bianco | b8 re del nero · b7 torre del nero · c6 re del bianco · a5 donna del bianco | b8 re del nero · b7 torre del nero · c6 re del bianco · a5 donna del bianco | b8 re del nero · b7 torre del nero · c6 re del bianco · a5 donna del bianco | b8 re del nero · b7 torre del nero · c6 re del bianco · a5 donna del bianco | 5 |
| 4 | b8 re del nero · b7 torre del nero · c6 re del bianco · a5 donna del bianco | b8 re del nero · b7 torre del nero · c6 re del bianco · a5 donna del bianco | b8 re del nero · b7 torre del nero · c6 re del bianco · a5 donna del bianco | b8 re del nero · b7 torre del nero · c6 re del bianco · a5 donna del bianco | b8 re del nero · b7 torre del nero · c6 re del bianco · a5 donna del bianco | b8 re del nero · b7 torre del nero · c6 re del bianco · a5 donna del bianco | b8 re del nero · b7 torre del nero · c6 re del bianco · a5 donna del bianco | b8 re del nero · b7 torre del nero · c6 re del bianco · a5 donna del bianco | 4 |
| 3 | b8 re del nero · b7 torre del nero · c6 re del bianco · a5 donna del bianco | b8 re del nero · b7 torre del nero · c6 re del bianco · a5 donna del bianco | b8 re del nero · b7 torre del nero · c6 re del bianco · a5 donna del bianco | b8 re del nero · b7 torre del nero · c6 re del bianco · a5 donna del bianco | b8 re del nero · b7 torre del nero · c6 re del bianco · a5 donna del bianco | b8 re del nero · b7 torre del nero · c6 re del bianco · a5 donna del bianco | b8 re del nero · b7 torre del nero · c6 re del bianco · a5 donna del bianco | b8 re del nero · b7 torre del nero · c6 re del bianco · a5 donna del bianco | 3 |
| 2 | b8 re del nero · b7 torre del nero · c6 re del bianco · a5 donna del bianco | b8 re del nero · b7 torre del nero · c6 re del bianco · a5 donna del bianco | b8 re del nero · b7 torre del nero · c6 re del bianco · a5 donna del bianco | b8 re del nero · b7 torre del nero · c6 re del bianco · a5 donna del bianco | b8 re del nero · b7 torre del nero · c6 re del bianco · a5 donna del bianco | b8 re del nero · b7 torre del nero · c6 re del bianco · a5 donna del bianco | b8 re del nero · b7 torre del nero · c6 re del bianco · a5 donna del bianco | b8 re del nero · b7 torre del nero · c6 re del bianco · a5 donna del bianco | 2 |
| 1 | b8 re del nero · b7 torre del nero · c6 re del bianco · a5 donna del bianco | b8 re del nero · b7 torre del nero · c6 re del bianco · a5 donna del bianco | b8 re del nero · b7 torre del nero · c6 re del bianco · a5 donna del bianco | b8 re del nero · b7 torre del nero · c6 re del bianco · a5 donna del bianco | b8 re del nero · b7 torre del nero · c6 re del bianco · a5 donna del bianco | b8 re del nero · b7 torre del nero · c6 re del bianco · a5 donna del bianco | b8 re del nero · b7 torre del nero · c6 re del bianco · a5 donna del bianco | b8 re del nero · b7 torre del nero · c6 re del bianco · a5 donna del bianco | 1 |
|   | a                                                                           | b                                                                           | c                                                                           | d                                                                           | e                                                                           | f                                                                           | g                                                                           | h                                                                           |   |

Questo finale è in genere favorevole al conduttore della donna, ma il vantaggio di materiale necessita per essere sfruttato di un gioco preciso. Il tema è quello della forchetta che la donna deve effettuare per guadagnare la torre minacciando il re. Questo tipo di finale è stato analizzato approfonditamente da François-André Danican Philidor partendo dalla posizione in diagramma che prende il suo nome.

### Re e donna contro re e due pezzi leggeri
Due pezzi leggeri non riescono, generalmente, ad opporre una resistenza decisiva contro il colore che controlla la donna, che riesce quasi sempre a vincere. Molte posizioni possono tuttavia essere pari: questo avviene quando il possessore dei due pezzi riesce a costruire una fortezza.
Nel caso di due cavalli, una fortezza può essere costruita ponendo i due pezzi leggeri l'uno accanto all'altro, con il re tra loro e il re avversario. Sebbene alcune di queste posizioni possano essere pari, il difensore deve comunque continuare a giocare in modo esatto.
Se alla donna si contrappongono invece un alfiere e un cavallo, la vittoria della donna è generalmente più facile, in quanto i due pezzi leggeri non sempre possono difendersi efficacemente dall'avvicinamento del re avversario.
Due alfieri, se agiscono di concerto, possono impedire alla donna di dare scacco matto, difendendo due diagonali adiacenti dall'avvicinarsi del re avversario, se sono protetti dal loro re rispetto agli attacchi della donna. In altre posizioni, sebbene la donna abbia teoricamente partita vinta, la cattura decisiva può richiedere anche settantuno mosse: in una partita di torneo, questo porta alla patta a causa della regola delle cinquanta mosse. Bisogna anche considerare che la donna deve stare attenta a non essere catturata d'infilata.

### Re e donna contro re e più di due pezzi leggeri
In linea di massima, finali di re e donna contro tre pezzi leggeri finiscono, a gioco corretto, con una patta, mentre quattro pezzi leggeri possono vincere spesso. Quando la differenza di materiale è ancora maggiore, sono generalmente vinti per l'attaccante.